# Giacomo Gentili

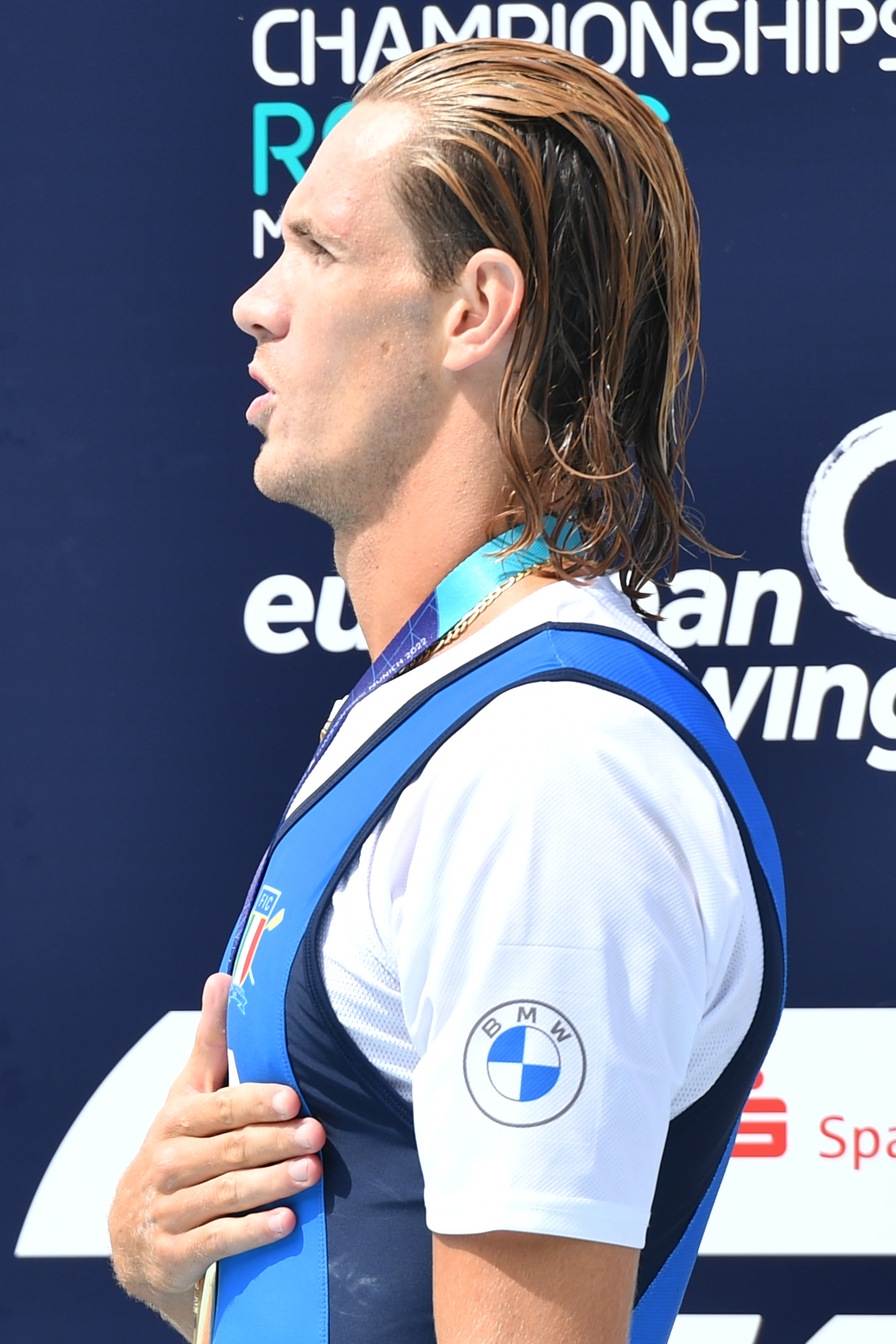
Gentili, 2022 in München

Giacomo Gentili (* 3. Juli 1997 in Cremona) ist ein italienischer Ruderer. Er war Olympiazweiter und Weltmeister im Doppelvierer.

## Sportliche Karriere
Gentili gewann 2015 den Titel im Einer bei den Junioren-Weltmeisterschaften. Im gleichen Jahr trat er zusammen mit Romano Battisti im Doppelzweier bei den Weltmeisterschaften in der Erwachsenenklasse an und qualifizierte sich für die Olympischen Spiele 2016. Dort trat Battisti allerdings mit Francesco Fossi an. Gentili versuchte vergeblich, sich 2016 mit dem Doppelvierer für die Olympischen Spiele zu qualifizieren. Bei den U23-Weltmeisterschaften gewann Gentili 2016 Bronze im Doppelvierer.
Bei den Europameisterschaften 2017 gewann der italienische Doppelvierer mit Romano Battisti, Andrea Panizza, Giacomo Gentili und Emanuele Fiume Bronze hinter den Booten aus Litauen und Polen. Ende Juli 2017 gewannen die Italiener mit Gergo Cziraki für Battisti Bronze bei den U23-Weltmeisterschaften. Bei den Weltmeisterschaften in der Erwachsenenklasse belegten Battisti, Panizza, Gentili und Fiume den zwölften Platz. 2018 bildeten Panizza und Gentili zusammen mit Filippo Mondelli und Luca Rambaldi den neuen italienischen Doppelvierer. Diese Crew gewann den Titel bei den Europameisterschaften vor den Litauern und den Polen. Bei den Weltmeisterschaften siegten die Italiener vor den Australiern und den Ukrainern. Im Jahr darauf gewannen die vier Italiener hinter dem Boot aus den Niederlanden die Silbermedaille bei den Europameisterschaften 2019 in Luzern. Bei den Weltmeisterschaften in Linz erkämpften die Italiener die Bronzemedaille hinter den Niederländern und den Polen. 2020 gewann der italienische Doppelvierer mit Luca Chiumento, Simone Venier, Luca Rambaldi und Giacomo Gentili bei den Europameisterschaften in Posen die Silbermedaille hinter den Niederländern. Im Jahr darauf siegte der italienische Doppelvierer mit Venier, Panizza, Rambaldi und Gentili bei den Europameisterschaften in Varese vor den Niederländern. Bei den Olympischen Spielen in Tokio erreichten die Italiener den fünften Platz.
Im Jahr darauf gewannen Nicolò Carucci, Andrea Panizza, Luca Chiumento und Giacomo Gentili die Goldmedaille bei den Europameisterschaften 2022 in München vor den Polen und den Rumänen. Einen Monat später siegten die Polen bei den Weltmeisterschaften in Račice u Štětí vor den Briten und den Italienern. Bei den Europameisterschaften 2023 in Bled gewannen die Polen den Titel vor den Niederländern und den Italienern, die 2023 mit der gleichen Crew wie 2022 antraten. Drei Monate später bei den Weltmeisterschaften in Belgrad siegten die Niederländer vor den Italienern und den Polen. 2024 siegte der Doppelvierer bei den Europameisterschaften in Szeged. Für die Olympischen Spiele in Paris wechselte Rambaldi zurück in den Doppelvierer und ersetzte Nicolò Carucci. Das italienische Boot mit Luca Chiumento, Luca Rambaldo, Andrea Panizza und Giacomo Gentili überquerte die Ziellinie mit 2,4 Sekunden Rückstand auf die siegreichen Niederländer.
Giacomo Gentili startet für Fiamme Gialle, die Sportabteilung der Guardia di Finanza.